# 우페이푸

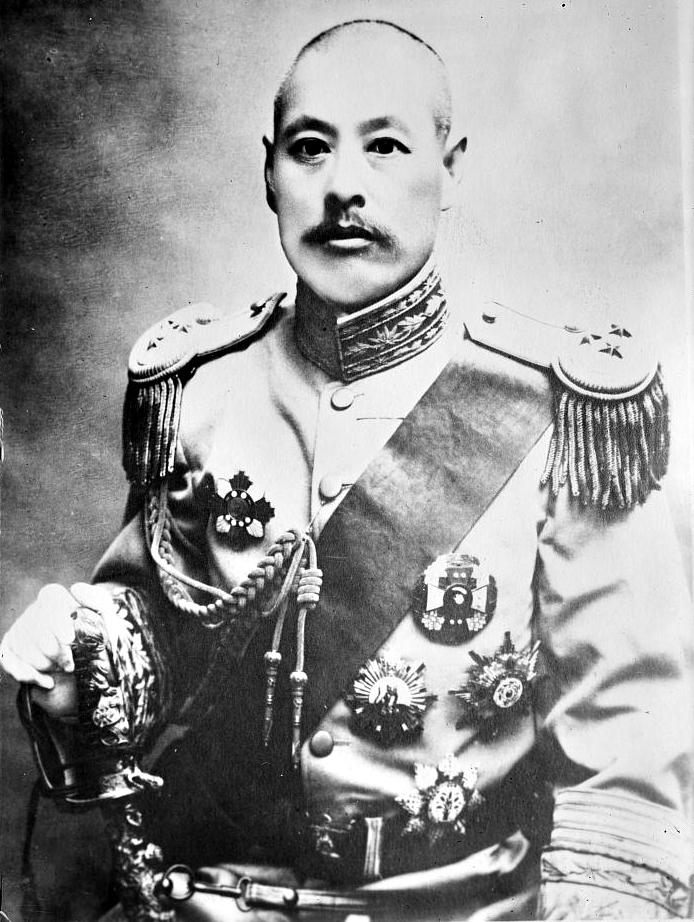
우페이푸

우페이푸(중국어 간체자: 吴佩孚, 정체자: 吳佩孚, 병음: Wú Pèifú, 1874년 4월 22일 - 1939년 12월 4일)는 중화민국 베이징 정부의 군벌이자 정치인이다. 산둥성 출신이며, 북양군벌 중 직계 군벌의 우두머리이다. 직로예순열사(直魯豫巡閱使, 즈리성, 산둥성, 허난성을 총괄하는 군사, 행정 책임자) 직위까지 올렸다.

## 생애
산둥성(山東省) 덩저우(登州, 오늘날의 펑라이 시)의 상인의 아들로 태어나, 과거 시험에 합격하여 슈차이에 올랐다. 그러나 더이상의 과거준비는 하지 않고, 1898년 톈진주둔 회군의 네스청부대에 들어갔다. 이후 북양무비학당에 입학하여 보병과를 졸업하고 1902년 바오딩육군속성학당에서 측량과를 학습했다.
1904년 러일전쟁이 발발하자, 노점상을 가장하고 전쟁을 참관하여, 차오쿤(曹錕)의 눈에 들었다.
1906년 위안스카이(袁世凱)의 심복이었던 차오쿤이 지휘하는 북양육군 제3진 포병 제3연대 제1대대 관대(管帶)에 임명되었다.
우페이푸는 신해혁명 이후 대총통 위안이 황제를 자칭하여 각지에서 발발한 호국전쟁에서 여단장으로 승진하였다.
1917년 7월 장쉰(張勳)이 푸이(溥儀)를 복위시키자, 토역군(討逆軍) 서로군의 선봉에 서서 장쉰 군대를 토벌하였다.
1918년 남북전쟁때는 돤치루이(段祺瑞)의 북군 제3사단장으로 임명하여 차오쿤을 따라 후난작전에 참가하였다. 그리하여 창샤와 싱양 등을 점령하였다. 이 때. 우는 갑자기 전국에 성명을 발표하여, "전쟁이 비극인데, 어찌 내가 공을 말할 수 있겠는가? 무기를 거두고 화평하자." 고 주장하였다. 돤치루이는 우페이푸가 반란을 일으킨줄 알고 화를 내었다.
1919년에는 5.4운동을 지지하는 성명을 발표하였고, 공산당원이 자신의 통치지역에서 노동자를 선동하는 것을 용인하였다.
1920년 7월, 차오쿤과 직환전쟁에 참가하여 봉계 군벌과 연합, 환계 군벌 세력을 격파하고, 공동으로 베이징 정부를 점령하였다.
1922년 4월, 제1차 직봉 전쟁에서 차오쿤 편에서 싸웠고, 봉군을 격파하여 산해관 밖으로 패주시켰다. 그리하여 북양군벌 중 최강의 지위에 올랐다. 1922년 8월, 주중(駐中) 소련 전권대표 아돌프 요페가 베이징에 도착, 우페이푸를 접견하고 합작관계를 타진하였으나 우는 이를 거절하였다. 그리하여 요페는 남방으로 가서 쑨원(孫文)과 회견하고 쑨원의 광동정부와 합작을 하게 된다.
1923년 2월, 징한철도(베이징-한커우 노선)의 대파업을 잔인하게 진압하여, 이것을 2.7참변이라고도 한다. 이해 4월 뤄양에서 50세 생일잔치를 열었는데, 캉유웨이(康有爲)가 다음과 같은 축시를 보내왔다.
| “ | 초원에 매가 솟으니, 백세의 공명이 이제 반에 이르렀네. 낙양에 범이 거하니, 온세의 호걸들이 여기에 모였네. 牧野鷹揚, 百歲功名才半世 洛陽虎踞, 八方風雨會中州 | ” |

이해 10월 차오쿤이 부정선거로 총통에 당선되었다. 1924년 9월 제2차 직봉전쟁이 터지자, "토역군 총사령"에 올랐으나, 봉군과 펑위샹(馮玉祥)군에게 패하였다. 그리하여 위에저우로 도망쳐 후난 군벌인 자오헝티(趙恆惕)에 몸을 의탁하였다.
1925년 10월, 절강독판(浙江督辦) 쑨촨팡(孫傳芳)이 반봉 전쟁을 개시하였고 우페이푸를 위하여 군사를 일으켰다. 1926년 다시 한번 직계(直系)와 봉계(奉系)는 연합하여 펑위샹군을 격파하였다.
당시 국민당의 광둥정부는 우페이푸 등의 북양군벌 제거를 목표로 북진하고 있었다.(국민당의 북벌). 이해 여름 북벌군은 북양군벌의 주력을 격파하였다. 북벌군이 우한을 점령한 후, 우페이푸는 잔여부대를 이끌고 쓰촨성으로 패주하여 삼림에 은거하며 재기를 도모했으나 다시는 권좌에 나서지 못했다.
1931년 만주사변후 베이핑(北平, 난징이 수도일 때 베이징의 옛 이름) 거주하였다. 그는 만주국이 일본의 괴뢰정부임을 비판하였다.
1937년 중일전쟁 발발 후, 일본인과 협력하는 것을 끊었다. 1939년 12월 우페이푸는 베이핑에서 물만두를 먹던중 치통을 느껴 일본인 치과의사에게 이를 뽑아달라고 하였으나 12월 4일 사망하였다. 이에 대해 일본인에 부역하지 않아서 모살되었다는 설이 있다. 1940년 그를 토벌했던 장제스(蔣介石)의 국민정부는 그가 일본인에게 협력하지 않은 것을 높이 평가하여, 일급상장(一級上將)계급을 추증하였다.

## 같이 보기
- 군벌 시대
- 직계군벌
- 중화민국의 역사